# يان مكاي
يان مكاي هو مؤرخ كندي، ولد في 1953.